# Michelle Melo
Michelle Melo (n. Rio Branco, Brasil), es una política brasileña afiliada al Partido Democrático Laborista (PDT por sus siglas en portugués).
En las elecciones generales de Brasil de 2022 fue electa diputada estatal por el estado Acre.

## Vida personal
Michelle es bisexual y afrobrasileña.